# John Ljunggren
John Arthur Ljunggren (1919. szeptember 9. – 2000. január 13.) olimpiai bajnok svéd atléta.

## Pályafutása
Aranyérmesként zárta az 50 kilométeres gyaloglás versenyszámát az 1946-os oslói Európa-bajnokságon. 1948-ban vett részt első alkalommal az olimpiai játékokon. Ezen a tornán csak az 50 kilométeres számban indult. Ezt a számot nagy fölénnyel, több mint hat perces előnnyel a második helyezett Gaston Godel előtt nyerte meg. Két évvel később a brüsszeli kontinensviadalon ezüstérmes volt 50 kilométeren.
1952-ben jelen volt a Helsinkiben rendezett olimpián, itt azonban nem ért el nagyobb sikereket. Négy évvel később a melbourne-i játékokon bronzérmes volt az 50, és negyedik a 20 kilométeres távon. Az 1960-as olimpián ezüstöt nyert 50 kilométeren. Ez volt pályafutása utolsó jelentős sikere. Noha a tokiói játékokon mind a két gyalogló számban elindult, egyiket sem zárta az első tíz között.

## Egyéni legjobbjai
- 20 kilométeres gyaloglás - 1.31:19 (1956)
- 50 kilométeres gyaloglás - 4.19:40 (1956)